# Vincenzo Meo
Vincenzo Meo (Nola, 5 agosto 1937 – 25 novembre 2015) è stato un politico italiano.